# Regiões da Letónia (planeamento)
A Letónia está dividida em 5 regiões sem fins administrativos, criadas para planeamento e coordenação do desenvolvimento regional:
- Curlândia;
- Lategália;
- Vidzeme;
- Semigália;
- Riga.

## Região da Curlândia

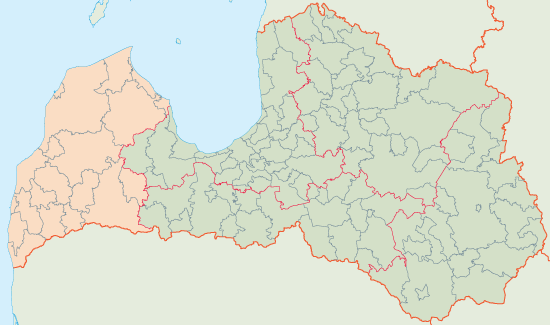
Região da Curlândia

A região da Curlândia compreende os distritos de:
- Kuldīga,
- Liepāja,
- Saldus,
- Talsi e
- Ventspils
- e as cidades independentes de Liepāja e Ventspils.

## Região da Lategália

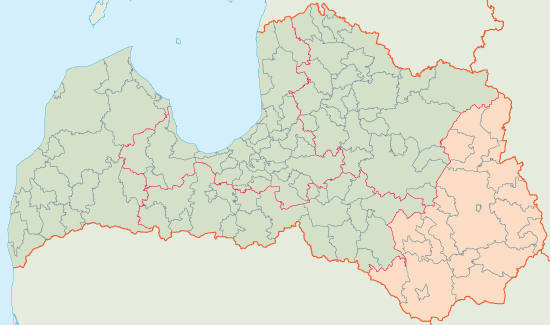
Região da Lategália

A região da Lategália compreende os distritos de:
- Balvi,
- Daugavpils,
- Krāslava,
- Ludza,
- Preili e
- Rēzekne
- e as cidades independentes de Daugavpils e Rēzekne.

## Região de Vidzeme

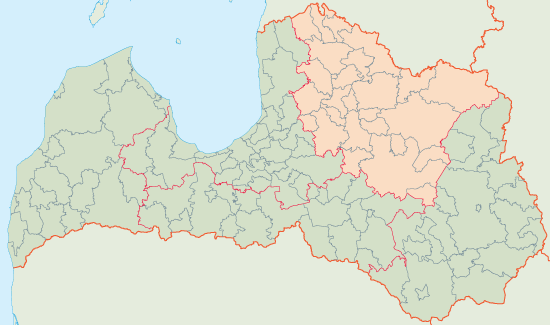
Região de Vidzeme

A região de Vidzeme compreende os distritos de:
- Alūksne,
- Cēsis,
- Gulbene,
- Madona,
- Valka e
- Valmiera.

## Região da Semigália

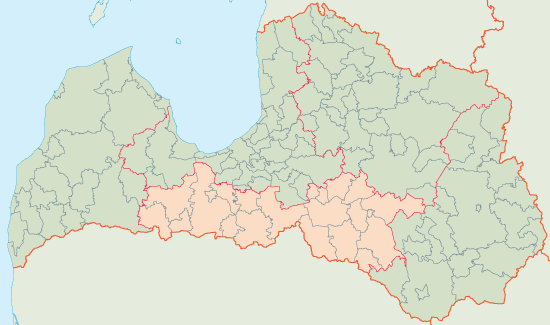
Região da Semigália

A região de Semigália compreende os distritos de:
- Aizkraukle,
- Bauska,
- Dobele,
- Jēkabpils e
- Jelgava
- e a cidade independente de Jelgava.

## Região de Riga

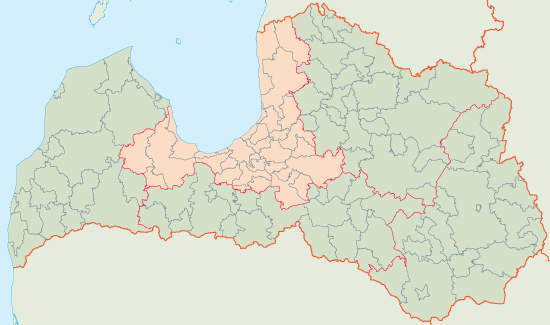
Região de Riga

A região de Riga compreende os distritos de:
- Limbaži,
- Ogre,
- Rīga e
- Tukums
- e as cidades independentes de Jūrmala e Rīga.